# Creoleon parvulus
Creoleon parvulus är en insektsart som beskrevs av Hölzel 1983. Creoleon parvulus ingår i släktet Creoleon och familjen myrlejonsländor. Inga underarter finns listade i Catalogue of Life.